# Kanada na Igrzyskach Imperium Brytyjskiego 1934
Kanada wystartowała na Igrzyskach Imperium Brytyjskiego w 1934 roku w Londynie jako jedna z 16 reprezentacji. Była to druga edycja tej imprezy sportowej oraz drugi start kanadyjskich zawodników. Reprezentacja zajęła drugie miejsce w generalnej klasyfikacji medalowej igrzysk, zdobywając 17 złotych, 25 srebrnych i 9 brązowych medali.

## Medale
| Dyscyplina    | Złoto | Srebro | Brąz | Razem |
| ------------- | ----- | ------ | ---- | ----- |
| pływanie      | 7     | 4      | 4    | 15    |
| Lekkoatletyka | 5     | 14     | 1    | 20    |
| Zapasy        | 3     | 2      | 2    | 7     |
| Kolarstwo     | 1     | 1      | –    | 2     |
| Skoki do wody | 1     | –      | 2    | 3     |
| Boks          | –     | 2      | –    | 2     |
| Bowls         | –     | 2      | –    | 2     |
| Razem         | 17    | 25     | 9    | 51    |

## Medaliści
Boks
- Maxie Berger – waga musza
- Leonard Wadsworth – waga średnia

 Bowls
- W. S. MacDonald – turniej singli
- W.G. Hutchinson, A.A. Langford – turniej par

 Kolarstwo
- Bob McLeod – scratch na 10 mil
- Bob McLeod – jazda indywidualna na czas 1000 metrów

 Lekkoatletyka
- Harold Webster – maraton mężczyzn
- Syl Apps – skok o tyczce mężczyzn
- Sam Richardson – skok w dal mężczyzn
- Bob Dixon – rzut oszczepem mężczyzn
- Audrey Dearnley, Betty White, Aileen Meagher, Lillian Palmer – sztafeta 220-110-220-110 jardów kobiet
- Scotty Rankine – bieg na 6 mil mężczyzn
- James Worrall – bieg na 120 jardów przez płotki mężczyzn
- Joe Haley – skok wzwyż mężczyzn
- Alf Gilbert – skok o tyczce mężczyzn
- Sam Richardson – trójskok mężczyzn
- George Sutherland – rzut młotem mężczyzn
- Allan Poole, Bert Pearson, Frank Nicks, Bill Christie – sztafeta 4 × 110 jardów mężczyzn
- Art Scott, John Addison, Ray Lewis, Bill Fritz – sztafeta 4 × 440 jardów mężczyzn
- Hilda Strike – bieg na 100 jardów kobiet
- Aileen Meagher – bieg na 220 jardów kobiet
- Elizabeth Taylor – bieg na 80 metrów przez płotki kobiet
- Eva Dawes – skok wzwyż kobiet
- Evelyn Goshawk – skok w dal kobiet
- Audrey Dearnley, Aileen Meagher, Hilda Strike – sztafeta 110-220-110 jardów kobiet
- Margaret Bell – skok wzwyż kobiet

 Pływanie
- Phyllis Dewar – 100 jardów stylem dowolnym kobiet
- Phyllis Dewar – 400 jardów stylem dowolnym kobiet
- Phyllis Dewar, Florence Humble, Margaret Hutton, Irene Pirie – sztafeta 4 × 110 jardów stylem dowolnym kobiet
- Margaret Hutton, Phyllis Haslam, Phyllis Dewar – sztafeta 3 × 110 jardów stylem zmiennym kobiet
- George Burleigh – 100 jardów stylem dowolnym mężczyzn
- George Larson, George Burleigh, Robert Hooper, Bob Pirie – sztafeta 4 × 200 jardów stylem dowolnym mężczyzn
- Ben Gazell, George Burleigh, Albert Puddy – sztafeta 3 × 110 jardów stylem zmiennym mężczyzn
- Irene Pirie – 100 jardów stylem dowolnym kobiet
- Phyllis Haslam – 200 jardów stylem klasycznym kobiet
- George Larson – 100 jardów stylem dowolnym mężczyzn
- Bob Pirie – 1500 jardów stylem dowolnym mężczyzn
- Irene Pirie – 400 jardów stylem dowolnym kobiet
- Bob Pirie – 400 jardów stylem dowolnym mężczyzn
- Ben Gazell – 100 jardów stylem grzbietowym mężczyzn
- Bill Puddy – 200 jardów stylem klasycznym mężczyzn

 Skoki do wody
- Judith Moss – trampolina 3 metry kobiet
- Doris Ogilvie – trampolina 3 metry kobiet
- Harry Class – trampolina 3 metry mężczyzn

 Zapasy
- Robert McNab – waga piórkowa
- Joe Schleimer – waga półśrednia
- Terry Evans – waga średnia
- Ted McKinley – waga kogucia
- Pat Meehan – waga ciężka
- Howard Thomas – waga lekka
- Alex Watt – waga półciężka